# Legge Miquel-Lasker
La legge Miquel-Laker, o anche legge Lasker, fu una legge costituzionale dell'Impero tedesco datata 20 dicembre 1873. Essa era un emendamento dell'articolo 4 paragrafo 13 della Costituzione imperiale, affinché l'Impero avesse competenza legislativa assoluta sulla legge civile. Prima che venisse approvata fu proposta per ben quattro volte dai deputati Johann von Miquel ed Eduard Lasker, di tendenza nazional liberale, al Reichstag e al Bundesrat. Prima di tale legge l'Impero aveva competenza solo sulle obbligazioni; essa aprì di fatto la strada al futuro codice civile tedesco, il Bürgerliches Gesetzbuch (BGB).

## Modifica del testo
Il testo originale della Costituzione era:
(Costituzione imperiale tedesca 1871)
In seguito all'approvazione della legge esso venne modificato come segue:
(Legge Miquel-Lasker 20 dicembre 1873)